# Bannau-Brycheiniog-Nationalpark
Der Bannau-Brycheiniog-Nationalpark (walisisch Parc Cenedlaethol Bannau Brycheiniog, englisch Brecon Beacons National Park), ehemals Brecon-Beacons-Nationalpark, ist ein Nationalpark in Südwales mit einer Fläche von 1.344 km². Seinen Kern bilden die Brecon Beacons.

## Geschichte
Der Brecon-Beacons-Nationalpark wurde 1957 als letzter der drei walisischen Nationalparks gegründet. Im Jahr 2005 wurde der westliche Teil des Parks Mitglied im prestigeträchtigen Unesco-Geoparknetz.
Im Jahr 2005 wurde ein 100 Meilen langer Wanderweg, der „Beacons Way“ von Abergavenny, über Crickhowell nach Bethlehem (Carmarthenshire) eingeweiht.
In den Jahren 2006 und 2007 gab es massive Proteste, als Pläne der South Wales Gas Pipeline bekannt wurden, eine Gas-Pipeline durch den Park zu führen.
Februar 2013 wurde er als Lichtschutzgebiet von der International Dark Sky Association auch als International Dark Sky Reserve (IDSR, in Silber, DSAG-Klasse 5) anerkannt und nennt sich seither auch englisch Brecon Beacons International Dark Sky Reserve.
Im April 2023 wurde angekündigt, dass der Park ab seinem 66. Geburtstag offiziell nur noch mit seinem walisischen Namen Bannau Brycheiniog bezeichnet werden soll, unter anderem um das kulturelle und sprachliche walisische Erbe in den Fokus zu rücken, und um im Rahmen des Klimaschutzes das Wort beacon (Scheiterhaufen; Leuchtfeuer) im Titel und im Logo des Parks zu ersetzen. Er folgte damit dem Beispiel des Snowdonia-Nationalparks, der 2022 offiziell in Eryri-Nationalpark umbenannt wurde. Das Wort bannau bedeutet auf Walisisch Bergspitzen, wohingegen sich das Wort Brycheiniog auf das Reich eines Königs namens Brychan im 5. Jahrhundert bezieht, von dem sich auch der englische Name der bislang namensgebenden Stadt Brecon ableitet.

## Geografie
Der Brecon-Beacons-Nationalpark erstreckt sich von der Grenze zu England im Osten bis nach Swansea im Westen. Er wird von den folgenden Gebirgszügen durchzogen:
1. Black Mountain (im Westen; eine Wildnis mit scharfen Felskanten und hochgelegenen Mooren)
2. Fforest Fawr („Großer Wald“ in der südwestlichen Mitte; königliches Jagdrevier im Mittelalter)
3. Brecon Beacons („Brecons Leuchtfeuer“ in der östlichen Mitte)
4. Black Mountains (im Osten; Grenze zu England, die vom 677 Meter hohen Aussichtsberg Hay Bluff zu überblicken ist)

Die höchste Erhebung ist der Pen y Fan (886 m), an dem der Höhenwanderweg Beacons Horseshoe entlangläuft. Weitere Gipfel sind
- Corn Du (873 m)
- Cribyn (795 m)
- Fan y Bîg (719 m)

Diese Gipfel formen einen hufeisenförmigen Gebirgszug um das Delta des Flusses Taf Fechan im Südosten sowie langgezogene parallel verlaufende Sporen Richtung Nordosten. Das Taf-Fechan-Panorama wird auch das Beacons-Hufeisen genannt.
Die Vegetation des Parks wird durch Moore, Wälder und Weiden bestimmt. Nahe beim Corn Du befindet sich das Toteisloch Llyn Cwm Llwch. Im ganzen Park weiden Walisische Bergponys.
Auf Grund seiner klimatischen und topografischen Herausforderungen wird der Park von der britischen Spezialeinheit Special Air Service (SAS) für dessen Auswahlverfahren Selection und als Übungsgelände genutzt.

### Sehenswürdigkeiten

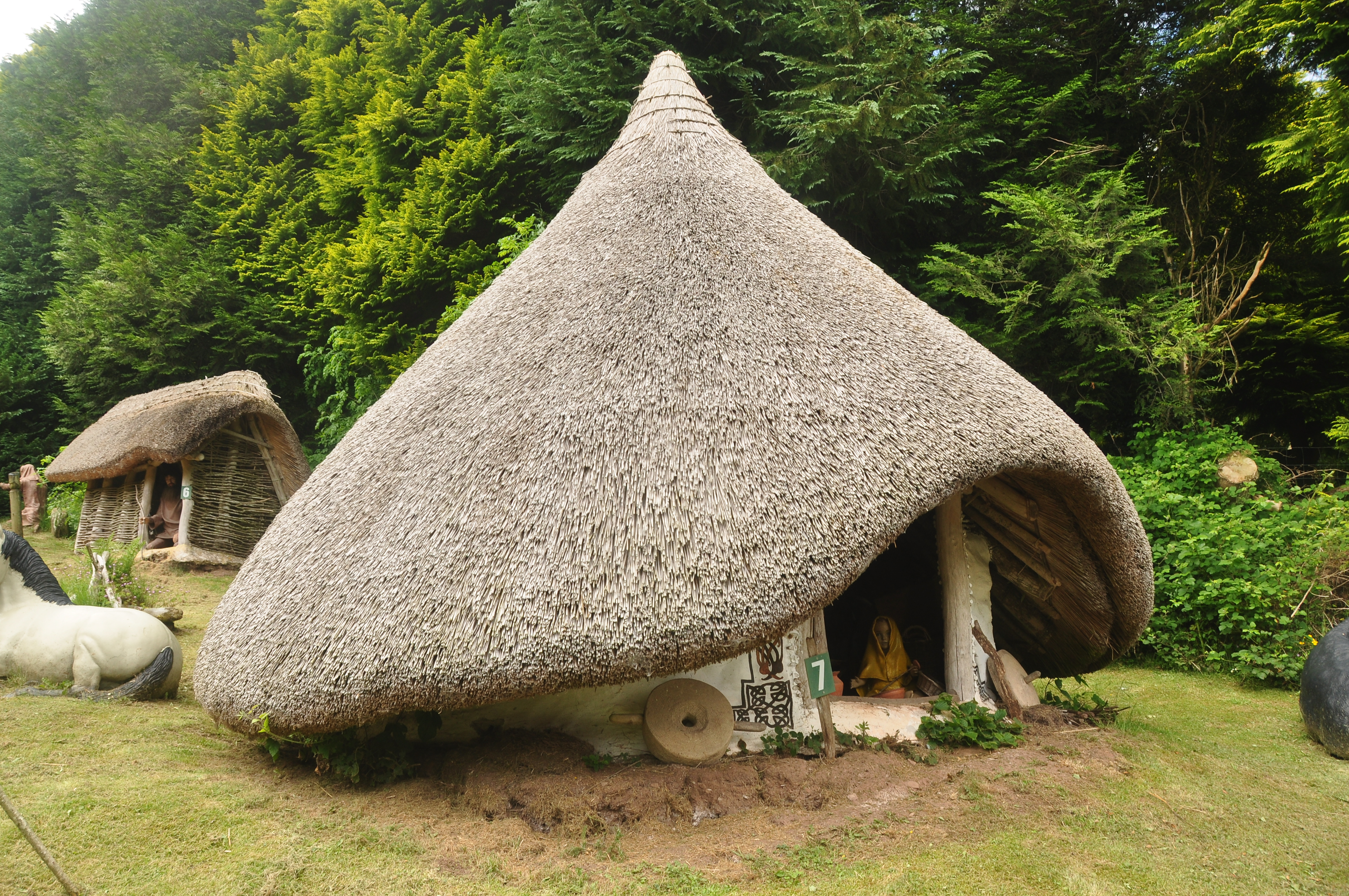
Eiszeitliches Rundhaus mit Reetdach im Dinosaurierpark beim Höhlensystem

Der Park enthält im Höhlensystem von Dan yr Ogof an der A4067 einige Schauhöhlen; Dan-yr-Ogof ist das „Nationale Zentrum für Schauhöhlen in Wales“ (The National Showcaves of Wales). Neben den Tropfsteinhöhlen sind hier auch eine Dinosaurier-Ausstellung und ein nachgebautes eiszeitliches Dorf zu sehen.
Das Taufbecken in der Dorfkirche von Defynogg aus dem 12. Jahrhundert zeigt auf dem Rand unentzifferte Schriftzeichen, die lange für Runen gehalten wurden; am Eingang der Kirche steht ein Stein mit der lateinischen Aufschrift „RUGNIATIO FILI VENDONI“ aus dem 5. oder 6. Jahrhundert. Das Keltenkreuz stammt aus dem 7. bis 9. Jahrhundert.
Der Heol Senni-Menhir steht in der Kreuzung zweier Täler, der Maen Llia ist mit 3,7 m Höhe nach dem Growing Stone mit vier Metern der größte Südwales', vermutlich diente er als Wegmarkierung. Der Legende nach trinkt der Menhir bei jedem Krähengesang aus dem Fluss Nedd. Das Kammergrab von Penywyrlod liegt im Norden des Nationalparks.
Die Umgebung des kleinen Dorfes Ystradfellte ist – im Kontrast zum restlichen Nationalpark – bewaldet und bietet vier Wasserfälle. Beim Sgwd-yr-Eira, dem „Wasserfall des Schnees“, können die Besucher sogar hinter dem Wasserschleier entlanggehen.
Im nahe gelegenen Dorf Penderyn befindet sich die gleichnamige Whisky-Brennerei, die seit 2000 als erste walisische Destillerie nach vielen Jahrzehnten wieder Whisky produziert.
In dem Dorf Craig-y-Nos befindet sich ein viktorianisches Landhaus aus dem Jahr 1840, das als erstes britisches Privathaus eine Elektrizitätsversorgung hatte. 1878 kaufte es die Opernsängerin Adelina Patti und ließ es ausbauen. Heute dient das Gebäude als Hotel und Bar.
Beim Dorf Trapp liegen die Ruinen des Carreg Cennen Castle, das der Legende nach mit Sir Urien in Verbindung gebracht wird, in Wirklichkeit aber 1248 von Walisern erbaut wurde.
Brecon Mountain Railway heißt eine von Merthyr Tydfil ausgehende, dampflokbetriebene Bahnstrecke entlang des Taf Fechan (Pen Twyn-Stausee) in das Zentrum des Parks, östlich verläuft das Wye Valley.

Figuren aus dem Dinosaurierpark
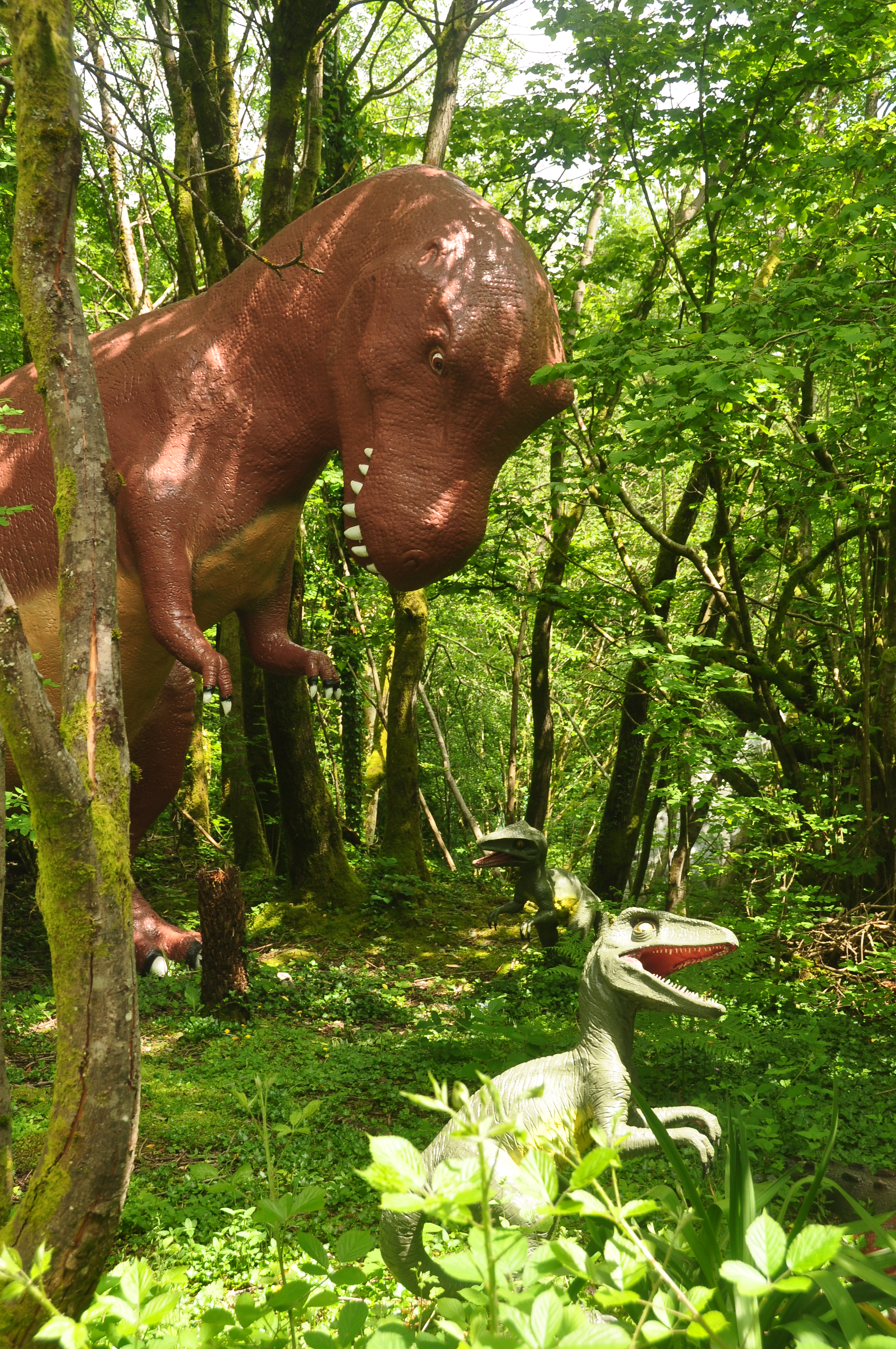
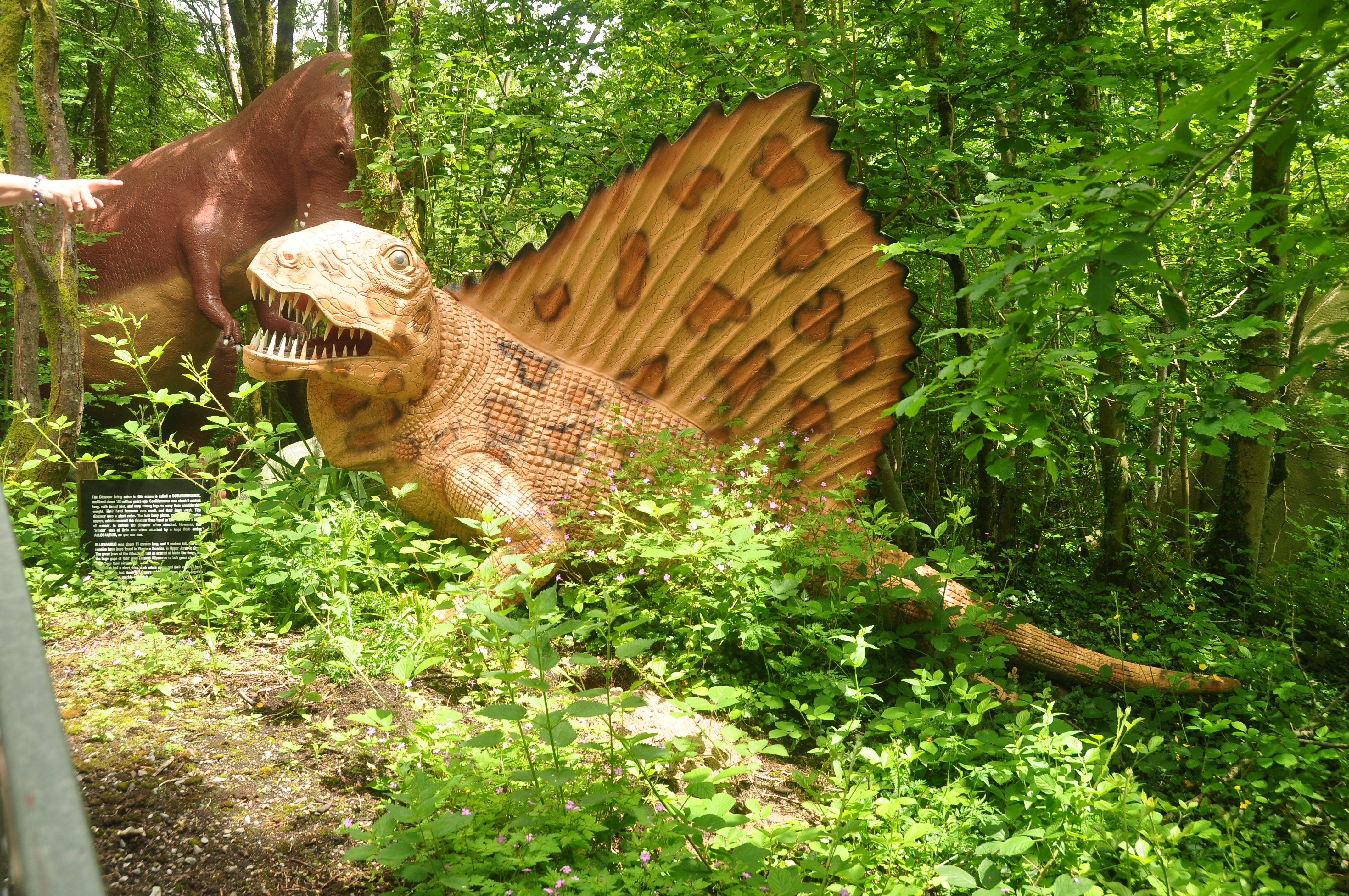
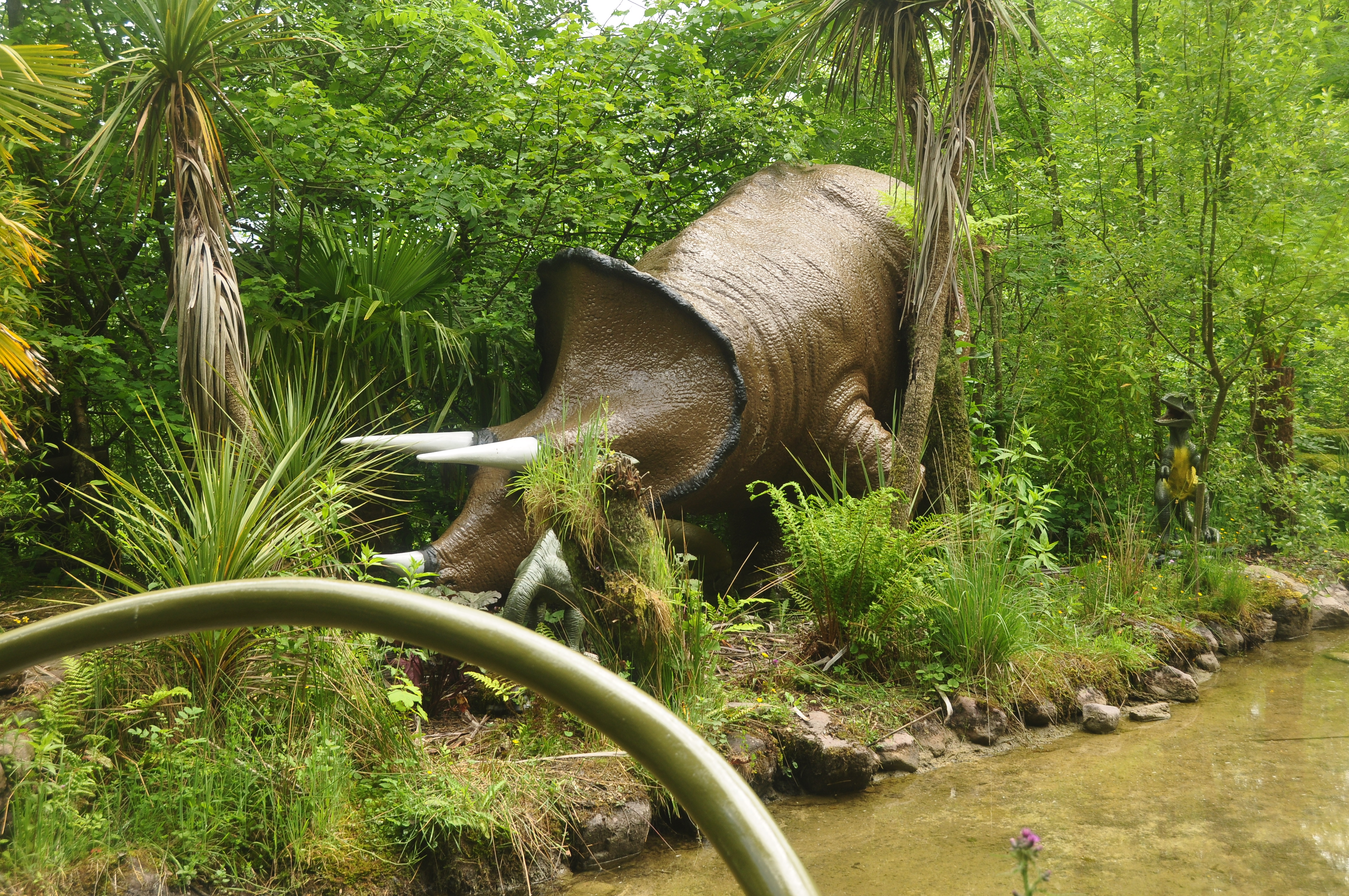
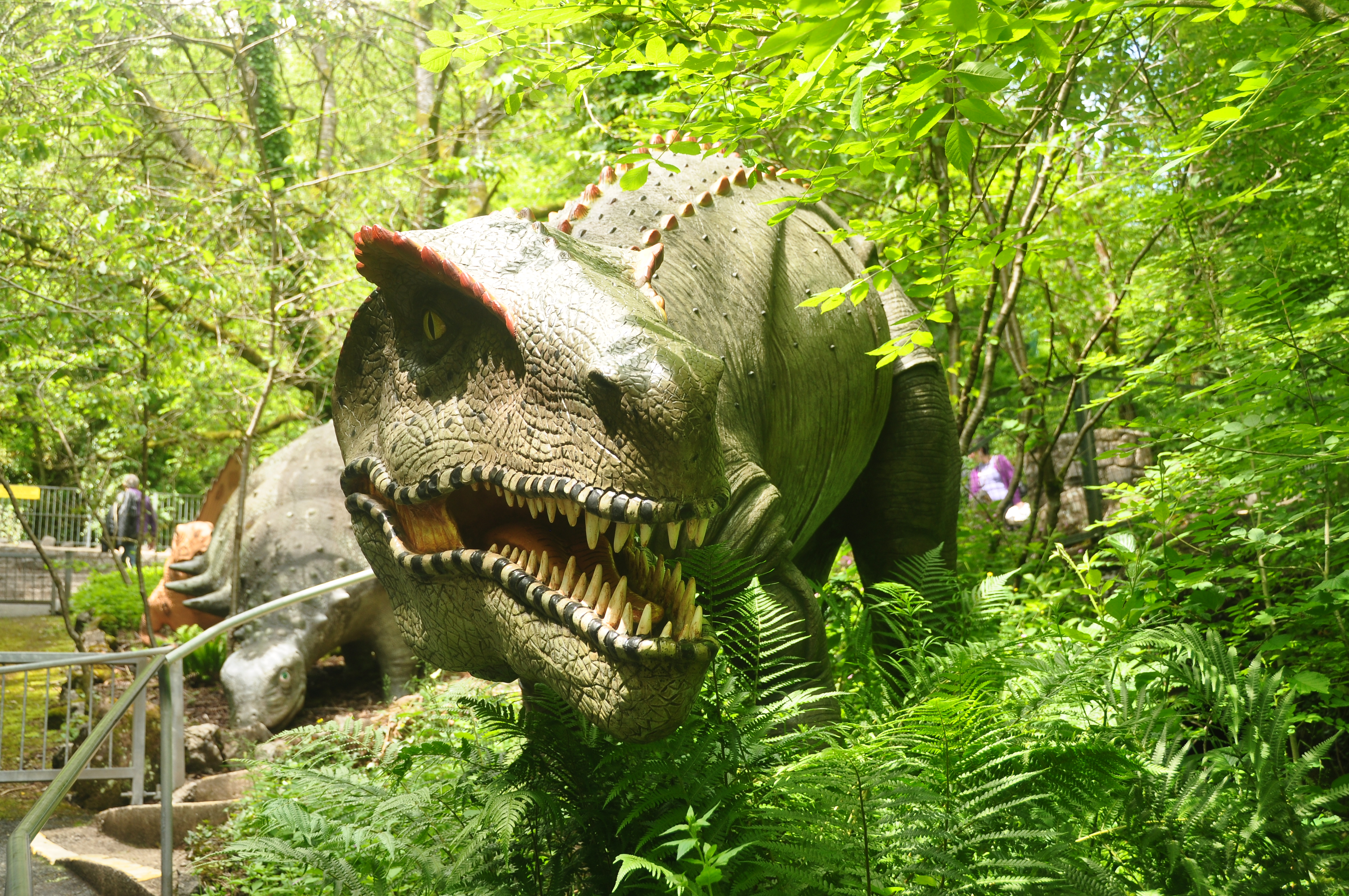